# Landesregierung Voves I
Die Landesregierung Voves I war die Steiermärkische Landesregierung, die seit der Landtagswahl in der Steiermark 2005 bis zum Jahr 2010 im Amt war. Nachdem die SPÖ bei der Wahl erstmals den ersten Platz erreicht hatte, wurde Franz Voves am 25. Oktober 2005 als neuer Landeshauptmann angelobt. Die SPÖ-ÖVP Koalition bestand aus neun Mitgliedern, von denen fünf der SPÖ und vier der ÖVP angehörten. Nach der Landtagswahl 2010 wurde die Regierung am 21. Oktober 2010 von ihrer Nachfolgeregierung Voves II abgelöst.

## Regierungsmitglieder
| Amt                               | Name                                                                                 | Partei | Ressorts                                                                                     |
| --------------------------------- | ------------------------------------------------------------------------------------ | ------ | -------------------------------------------------------------------------------------------- |
| Landeshauptmann                   | Franz Voves                                                                          | SPÖ    | Abteilungsgruppe Landesamtsdirektion, Europa, Katastrophenschutz, Gemeinden, Beteiligungen   |
| 1. Landeshauptmann-Stellvertreter | Hermann Schützenhöfer                                                                | ÖVP    | Tourismus, Volkskultur, VP-Gemeinden                                                         |
| 2. Landeshauptmann-Stellvertreter | Kurt Flecker – bis 22. September 2009 ab 22. September 2009: Siegfried Schrittwieser | SPÖ    | (Flecker) Soziales, Arbeit und Kultur (Schrittwieser) Gesundheit, Spitäler, Personal         |
| Landesrätin                       | Kristina Edlinger-Ploder                                                             | ÖVP    | Wissenschaft & Forschung, Verkehr und Technik                                                |
| Landesrat                         | Johann Seitinger                                                                     | ÖVP    | Land- und Forstwirtschaft, Wasserwirtschaft und Abfallwirtschaft, Wohnbau und Nachhaltigkeit |
| Landesrätin                       | Bettina Vollath                                                                      | SPÖ    | Jugend, Frauen, Familie und Bildung, ab 22. September 2009: Bildung, Soziales und Arbeit     |
| Landesrat                         | Manfred Wegscheider                                                                  | SPÖ    | Sport, Umwelt und erneuerbare Energie                                                        |
| Landesrat                         | Helmut Hirt – bis 22. September 2009 ab 22. September 2009: Elisabeth Grossmann      | SPÖ    | (Hirt) Gesundheit, Spitäler und Personal (Grossmann) Jugend, Frauen und Familie              |
| Landesrat                         | Christian Buchmann                                                                   | ÖVP    | Wirtschaft, Innovation und Finanzen                                                          |